# Визеу
Визеу (порт. Viseu) је значајан град у Португалији, смештен у њеном северном делу. Град је седиште истоименог округа Визеу, где чини једну од општина.
Визеу је средиште винарске индустрије и једном годишње је домаћин светковине посвећене вину.

## Географија
Град Визеу се налази у северном делу Португалије. Од главног града Лисабона град је удаљен 330 km северно, а од Портоа град 130 km југоисточно. Град је важно саобраћајно чвориште, кроз који пролази ауто-пут од Шпаније ка обали.

### Рељеф
Визеу се налази у планинском подручју, на надморској висини од 450-500 m, на истоименој висоравни. Град окружује више планина: Леомил, Монтемуро, Лапа, Арада, Естрела и Карамуло.

### Клима
Клима у Визеуу је умерено континентална клима са значајним утицајем знатне надморске висине (оштрије зиме са снегом, не тако топла лета).

### Воде
У околини Визеуа извире неколико река.

## Историја
Подручје Визеуа насељено још у време праисторије. Град је добио чак градска права 1147. године.
Од краја 18. века град, будући смештен у забитом делу Португалије, губи значај и слабо се развија. Међутим, од 70-их година 20. века град се поново почео развијати и јачати.

## Становништво
По последњих проценама из 2008. године општина Визеу има око 99 хиљада становника, од чега око 48 хиљада живи на градском подручју. Град је стога један од средње великих окружних средишта у држави, а околно сеоско подручје је слабије насељено.

## Партнерски градови
- Лублин
- Арецо
- Ciudad Rodrigo
- Хасково
- Marly-le-Roi
- Овиједо
- Santa Maria da Feira Municipality
- São Filipe
- Кантагало
- Matola
- Авеиро

## Галерија
- Старо језгро Визеуа
- Градска кућа
- Зграда осигурања